# 雙帶縞鰕虎
雙帶縞鰕虎（学名：Tridentiger bifasciatus），又名雙帶縞鰕虎魚，为條鰭魚綱鱸形目鰕虎科縞鰕虎魚屬下的一个种。其种加词“bifasciatus”意为“双带的”。該物種於1881年由Franz Steindachner首先描述及命名，體長可達12公分。